# 문상호 (군인)
문상호(1971년~)는 대한민국의 군인이다. 정보사령부 사령관을 지냈다.
충청남도 대전시에서 태어났다. 1990년 육군사관학교에 입교(50기)하였고, 1994년 3월 1일 육군 소위로 임관하였다. 이후 제7보병사단, 제50보병사단, 대통령경호실 등에서 근무하였다. 2023년 12월 정보사령관에 임명되었다.
2024년 대한민국 비상계엄 당시 정보사령부 요원들을 중앙선거관리위원회에 투입시켰다. 또한 국회의원 체포를 위한 체포조를 별도로 편성하였다.
12월 3일 비상계엄 이전에 계엄 사전 모의를 위해 경기도 안산시 상록구 소재 롯데리아에서 노상원 등과 회동을 한 것으로 확인되었으며, 2025년 1월 6일 검찰에 구속 기소되었다. 2025년 1월 20일부로 국방부에 의해 보직해임되었다.

## 경력
- 7사단 대대장
- 50사단 연대장
- 대통령경호실 파견근무
- 정보사령부 사령관

## 학력
- 보문고등학교(졸업)
- 육군사관학교(졸업)

## 같이 보기
- 2024년 대한민국 비상계엄

## 가족
- 자녀: 1남 1녀